# Le Chenal de Gravelines, un soir
Le Chenal de Gravelines, un soir est une peinture à l'huile sur toile (65,4 × 81,9 cm) réalisée en 1890 par le peintre français Georges-Pierre Seurat.
Elle est conservée au Museum of Modern Art de New York.
Le peintre passe l'été 1890 à Gravelines, petite ville frontalière avec la Belgique. Seurat a consacré quatre tableaux de style « divisionniste » à ce paysage, réalisés tous les quatre en 1890:
- Le Chenal de Gravelines (Saint-Tropez, musée de l'Annonciade)
- Le Chenal de Gravelines, en direction de la mer
- Le Chenal de Gravelines, Petit Fort Philippe
- Le Chenal de Gravelines, un soir